# Adams County (Washington)
Adams County ist ein County im Bundesstaat Washington der Vereinigten Staaten. Der Verwaltungssitz (County Seat) ist Ritzville, die größte Ortschaft ist Othello. Das U.S. Census Bureau hat bei der Volkszählung 2020 eine Einwohnerzahl von 20.613 ermittelt.

## Geographie
Nach Angaben der US-Statistikbehörde (United States Census Bureau) hat das County eine Gesamtfläche von 4998 Quadratkilometern, von denen 12 Quadratkilometer (0,25 %) Wasserfläche sind. Es grenzt im Uhrzeigersinn an die Countys: Lincoln, Whitman, Franklin und Grant.

## Geschichte
Das County wurde am 28. November 1883 aus Teilen des Whitman Countys ausgegründet. Es wurde nach dem zweiten Präsidenten der Vereinigten Staaten John Adams benannt.

## Demografische Daten

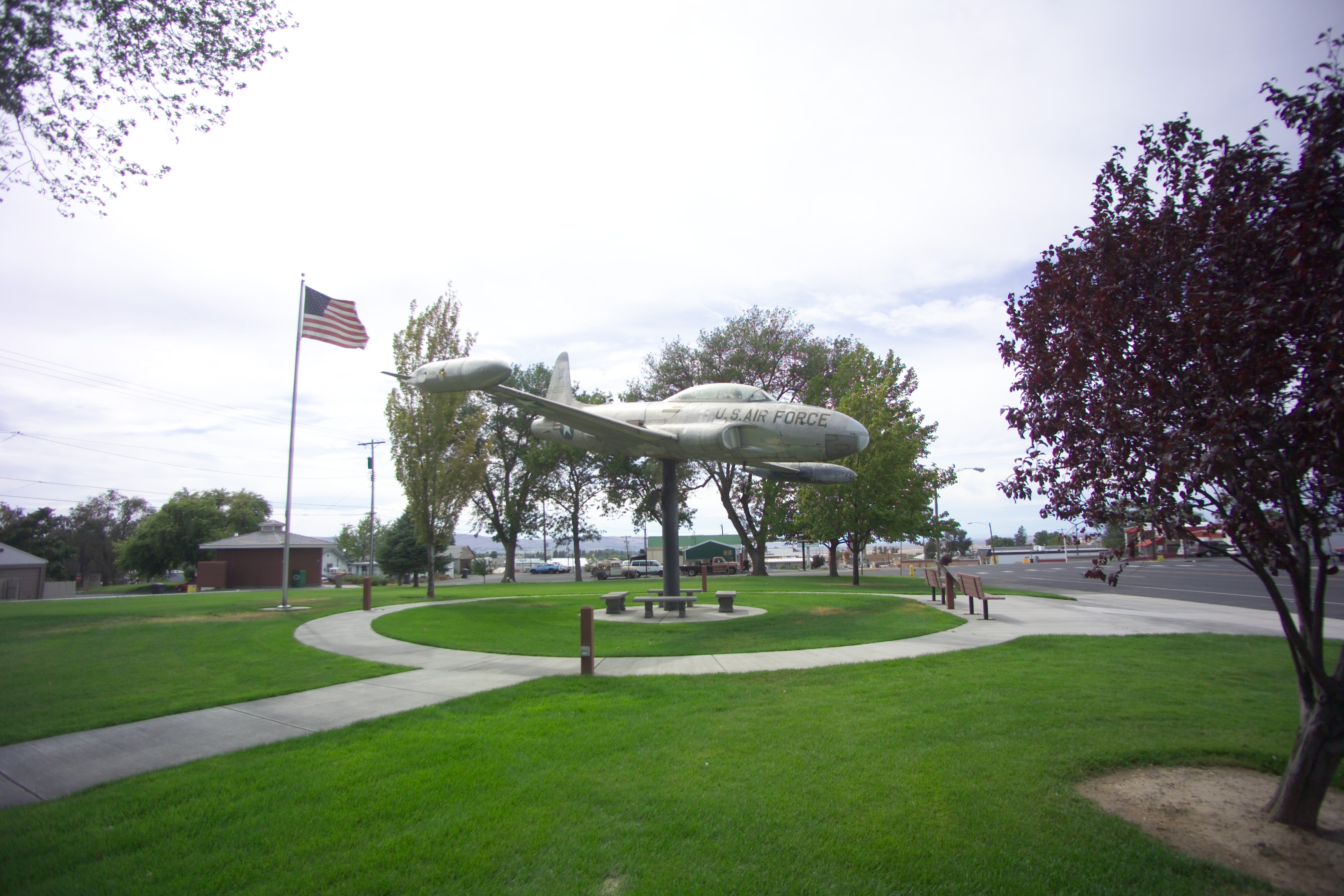
Pioneer Park

Alterspyramide des Adams County

Nach der Volkszählung im Jahr 2000 lebten im Adams County 16.428 Menschen in 5.229 Haushalten und 4.094 Familien. Die Bevölkerungsdichte betrug 3 Einwohner pro Quadratkilometer. Ethnisch betrachtet setzte sich die Bevölkerung zusammen aus 64,96 Prozent Weißen, 0,28 Prozent Afroamerikanern, 0,68 Prozent amerikanischen Ureinwohnern, 0,60 Prozent Asiaten, 0,04 Prozent Bewohnern aus dem pazifischen Inselraum und 30,69 Prozent aus anderen ethnischen Gruppen; 2,75 Prozent stammten von zwei oder mehr Ethnien ab. 16,3 Prozent der Bevölkerung waren deutscher Abstammung und 1,2 Prozent gaben an deutsch als Muttersprache zu sprechen.
Von den 5.229 Haushalten hatten 44,0 Prozent Kinder unter 18 Jahre, die im Haushalt lebten. 63,5 Prozent waren verheiratete, zusammenlebende Paare, 10,1 Prozent waren allein erziehende Mütter. 21,7 Prozent waren keine Familien, 18,7 Prozent waren Singlehaushalte und in 7,7 Prozent der Haushalte lebten Menschen im Alter von 65 Jahren oder darüber. Die durchschnittliche Haushaltsgröße betrug 3,08 und die durchschnittliche Familiengröße betrug 3,52 Personen.
34,2 Prozent der Bevölkerung waren unter 18 Jahre alt, 9,8 Prozent zwischen 18 und 24, 26,3 Prozent zwischen 25 und 44, 19,4 Prozent zwischen 45 und 64 und 10,5 Prozent waren 65 Jahre oder älter. Das Durchschnittsalter betrug 30 Jahre. Auf 100 weibliche Personen kamen 104,5 Männer. Auf 100 Frauen im Alter von 18 Jahren oder darüber kamen 102,1 Männer.
Das jährliche Durchschnittseinkommen eines Haushalts betrug 33.888 USD und das durchschnittliche Einkommen einer Familie betrug 37.075 USD. Männer hatten ein durchschnittliches Einkommen von 28.740 USD gegenüber den Frauen mit 21.597 USD. Das Prokopfeinkommen betrug 13.534 USD. 13,6 Prozent der Familien und 18,2 Prozent der Bevölkerung lebten unterhalb der Armutsgrenze.

## Orte
Städte
- Othello
- Ritzville (Bezirkshauptort)

Kleinstädte
- Hatton
- Lind
- Washtucna

Nichteingetragene Gemeinschaften
- Benge
- Cunningham
- Packard
- Paha
- Ralston
- Roxboro
- Weber
- Marengo
- Marcellus

Geisterstädte
- Ankeny
- Rockwell
- Servia
- Taunton
- Tokio